# Platymantis taylori
Platymantis taylori è una specie di rana appartenente al genere dei platymantis. Questa specie proviene dalle Filippine e vive tra i 100 m e i 400 m.

## Etimologia
Il nome taylori fu dato in onore di Edward Harrison Taylor (1889-1978), un erpetologo americano che scoprì la specie.

## Habitat
Il platymantis taylori abita nelle foreste montane. Esso fa il nido nella lettiera delle foglie. È minacciato dalla perdita di habitat causata dall'agricoltura e dal disboscamento.